# Gerontophilia (filme)
Gerontophilia é um filme canadiano dos géneros comédia dramática e romance, realizado e escrito por Bruce LaBruce e Daniel Allen Cox. Foi exibido na secção Vanguarda do Festival Internacional de Cinema de Toronto a 9 de setembro de 2013.

## Argumento
Lake, um jovem de dezoito anos, namora uma menina da sua idade, mas descobre que tem preferência sexual por homens idosos. Ele começa a trabalhar numa casa de repouso no verão, onde conhece o senhor Peabody e desenvolve uma atração romântica e sexual por ele.

## Elenco
- Walter Borden como senhor Peabody
- Pier-Gabriel Lajoie como Lake[5]
- Marie-Hélène Thibault como Marie[5]
- Katie Boland como Désirée
- Yardly Kavanagh como enfermeira Baptiste
- Shawn Campbell como Bradley Nelson
- Jean-Alexandre Létourneau como Kevin
- Dana Wright como Dina
- Brian D. Wright como senhor Guerrero

## Produção
O filme foi financiado por Telefilm Canada e Société de développement des entreprises culturelles, e recebeu uma campanha de financiamento coletivo no sítio Indiegogo.

## Reconhecimentos
| Ano  | Prémios                                                                 | Categorias                                 | Destinatários e nomeados | Resultado | Referências |
| ---- | ----------------------------------------------------------------------- | ------------------------------------------ | ------------------------ | --------- | ----------- |
| 2013 | Festival de Veneza                                                      | Prémio Jornada dos Autores de melhor filme | Gerontophilia            | Indicado  | [ 7 ]       |
| 2013 | Festival de Cinema das Noites Negras de Talim                           | Melhor filme independente norte-americano  | Gerontophilia            | Indicado  | [ 8 ]       |
| 2013 | Festival do Novo Cinema de Montreal                                     | Grande Prémio Focus de melhor filme        | Gerontophilia            | Venceu    | [ 8 ]       |
| 2013 | Molodist - Festival Internacional de Cinema de Kiev                     | Prémio Sunny Bunny de melhor filme         | Gerontophilia            | Indicado  | [ 9 ]       |
| 2014 | Festival Internacional de Cinema Gay e Lésbico e Queer Culture de Milão | Grande Prémio do Júri de melhor filme      | Gerontophilia            | Venceu    | [ 10 ]      |
| 2015 | Gala do Cinema Quebequense                                              | Melhor ator                                | Walter Borden            | Indicado  | [ 11 ]      |

## Receção
Gerontophilia possui uma classificação de 43% no Rotten Tomatoes. Também foi considerado a versão gay do filme Ensina-Me a Viver. Dave Croyle do Gay Essential escreveu em sua crítica: "Uma cativante história de amor, perda e exploração pessoal."
Rakesh Ramchurn do jornal britânico The Independent escreveu: "É raro eu saudar um movimento predominantemente subterrâneo de um realizador, no sentido de criar um filme dominante, mas pelo enfraquecimento do sexo e da nudez nas suas obras anteriores, LaBruce realizou um filme que espero ser apreciado pelo grande público nos próximos meses."